# Saison 2011 des Braves d'Atlanta
La Saison 2011 des Braves d'Atlanta est la 140e saison professionnelle pour cette franchise (135e en Ligue majeure) et la 46e depuis son déménagement à Atlanta.
La saison des Braves se termine sur une déroute historique, similaire à celle des Red Sox de Boston de 2011 dans la Ligue américaine, alors que l'équipe gâche son avance de 10 parties et demie au 5 septembre dans la course aux séries éliminatoires pour être devancée par les Cardinals de Saint-Louis et perdre la position de meilleur deuxième de la Ligue nationale au dernier jour du calendrier régulier. Les Braves terminent seconds dans la division Est. En cours d'année, ils deviennent la troisième franchise du baseball majeur après les Giants et les Cubs à gagner 10 000 parties.

## Intersaison

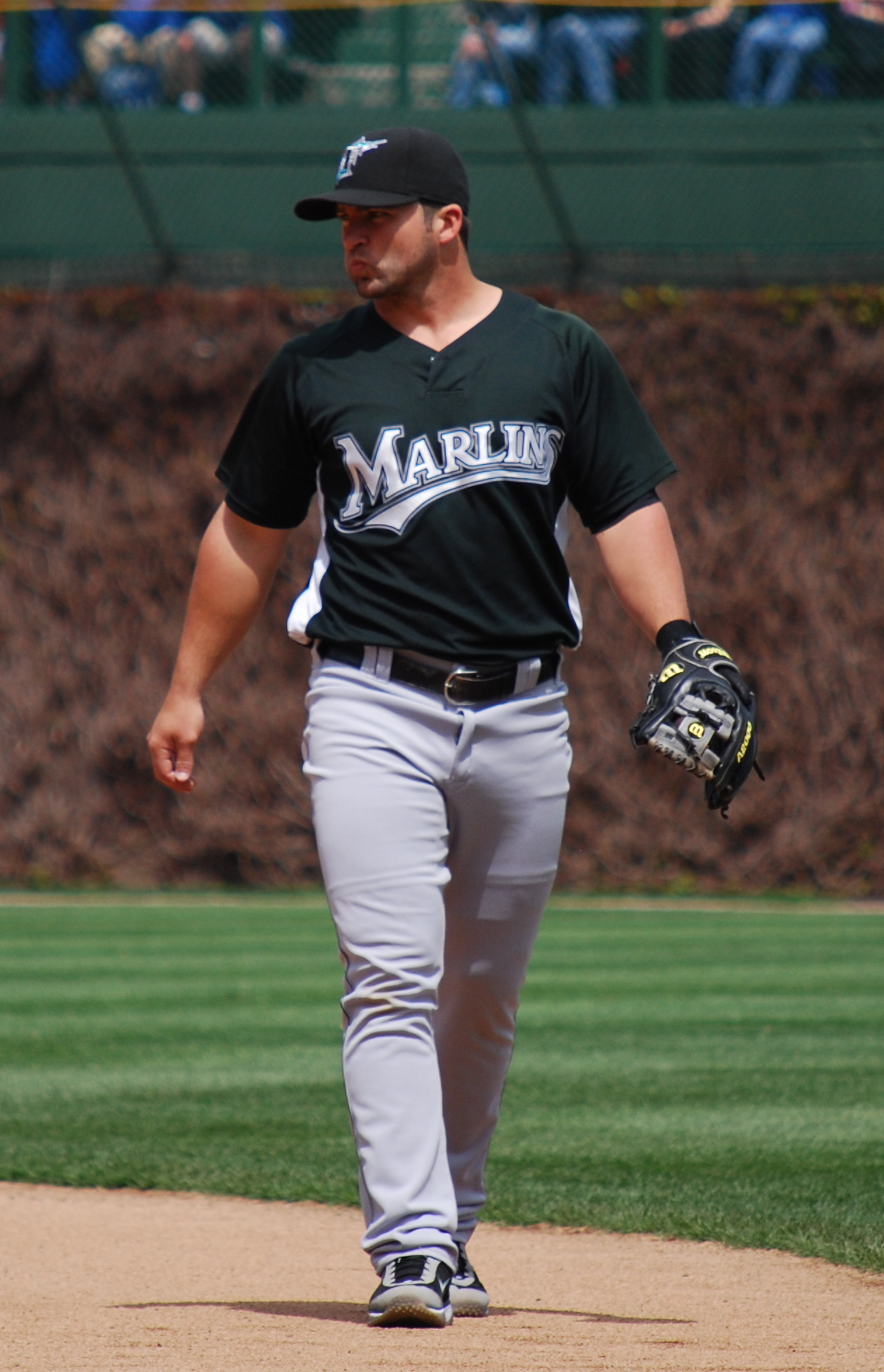
Dan Uggla rejoint les Braves

### Arrivées
Le 16 novembre 2010, les Marlins de la Floride échangent le joueur de deuxième but Dan Uggla aux Braves en retour du joueur d'utilité Omar Infante et du lanceur de relève gaucher Mike Dunn.
Le 3 décembre, les White Sox de Chicago échangent le lanceur Scott Linebrink aux Braves en retour du lanceur des ligues mineures Kyle Cofield.
Devenu agent libre, le lanceur George Sherrill signe le 10 décembre un contrat d'un an avec les Braves.
Le 13 janvier 2011, le lanceur Anthony Varvaro est réclamé au ballottage par les Braves. Il est affecté en Triple-A, chez les Gwinnett Braves, en début de saison 2011.

### Départs
Kyle Farnsworth, Troy Glaus, Derrek Lee, Rick Ankiel, Matt Diaz deviennent agents libres et quittent le club. Takashi Saito et Melky Cabrera sont libérés de leurs contrats. Omar Infante et Mike Dunn sont échangés.

### Grapefruit League
35 rencontres de préparation sont programmées du 26 février au 30 mars à l'occasion de cet entraînement de printemps 2011 des Braves.
Avec 17 victoires et 13 défaites, les Braves terminent quatrièmes de la Grapefruit League et enregistrent la cinquième meilleure performance des clubs de la Ligue nationale.

## Saison régulière

### Classement
| Ligue nationale (Division Est) | V   | D  | %    | GB  |
| ------------------------------ | --- | -- | ---- | --- |
| Phillies de Philadelphie       | 102 | 60 | .630 | -   |
| Braves d'Atlanta               | 89  | 73 | .549 | 13  |
| Nationals de Washington        | 80  | 81 | .497 | 21½ |
| Mets de New York               | 77  | 85 | .475 | 25  |
| Marlins de la Floride          | 72  | 90 | .444 | 30  |

### Résultats
| Légende             | Légende            | Légende       |
| victoire des Braves | défaite des Braves | match reporté |
| ------------------- | ------------------ | ------------- |

#### Mars-Avril
Chipper Jones frappe son 2500e coup sûr en carrière le 8 avril lors du premier match de la saison joué à domicile.

#### Mai
| #  | Date    | Adversaire     | Score                                                 | Victoire                                              | Défaite                                               | Sauvetage                                             | Affluence                                             | Bilan                                                 |
| -- | ------- | -------------- | ----------------------------------------------------- | ----------------------------------------------------- | ----------------------------------------------------- | ----------------------------------------------------- | ----------------------------------------------------- | ----------------------------------------------------- |
| 29 | 1er mai | Cardinals      | 5 - 6                                                 | Venters (1-0)                                         | Franklin (0-3)                                        |                                                       | 34 129                                                | 14-15                                                 |
| 30 | 2 mai   | Brewers        | 2 - 6                                                 | Jurrjens (3-0)                                        | Gallardo (2-1)                                        |                                                       | 14 126                                                | 15-15                                                 |
| -  | 3 mai   | Brewers        | match reporté (pluie) Reporté au 4 mai (doubleheader) | match reporté (pluie) Reporté au 4 mai (doubleheader) | match reporté (pluie) Reporté au 4 mai (doubleheader) | match reporté (pluie) Reporté au 4 mai (doubleheader) | match reporté (pluie) Reporté au 4 mai (doubleheader) | match reporté (pluie) Reporté au 4 mai (doubleheader) |
| 32 | 4 mai   | Brewers        |                                                       |                                                       |                                                       |                                                       |                                                       |                                                       |
| 32 | 4 mai   | Brewers        |                                                       |                                                       |                                                       |                                                       |                                                       |                                                       |
| 33 | 5 mai   | Brewers        |                                                       |                                                       |                                                       |                                                       |                                                       |                                                       |
| 34 | 6 mai   | @ Phillies     |                                                       |                                                       |                                                       |                                                       |                                                       |                                                       |
| 35 | 7 mai   | @ Phillies     |                                                       |                                                       |                                                       |                                                       |                                                       |                                                       |
| 36 | 8 mai   | @ Phillies     |                                                       |                                                       |                                                       |                                                       |                                                       |                                                       |
| 37 | 10 mai  | Nationals      |                                                       |                                                       |                                                       |                                                       |                                                       |                                                       |
| 38 | 11 mai  | Nationals      |                                                       |                                                       |                                                       |                                                       |                                                       |                                                       |
| 39 | 12 mai  | Nationals      |                                                       |                                                       |                                                       |                                                       |                                                       |                                                       |
| 40 | 13 mai  | Phillies       |                                                       |                                                       |                                                       |                                                       |                                                       |                                                       |
| 41 | 14 mai  | Phillies       |                                                       |                                                       |                                                       |                                                       |                                                       |                                                       |
| 42 | 15 mai  | Phillies       |                                                       |                                                       |                                                       |                                                       |                                                       |                                                       |
| 43 | 16 mai  | Astros         |                                                       |                                                       |                                                       |                                                       |                                                       |                                                       |
| 44 | 17 mai  | Astros         |                                                       |                                                       |                                                       |                                                       |                                                       |                                                       |
| 45 | 18 mai  | @ Diamondbacks |                                                       |                                                       |                                                       |                                                       |                                                       |                                                       |
| 46 | 19 mai  | @ Diamondbacks |                                                       |                                                       |                                                       |                                                       |                                                       |                                                       |
| 47 | 20 mai  | @ Angels       |                                                       |                                                       |                                                       |                                                       |                                                       |                                                       |
| 48 | 21 mai  | @ Angels       |                                                       |                                                       |                                                       |                                                       |                                                       |                                                       |
| 49 | 22 mai  | @ Angels       |                                                       |                                                       |                                                       |                                                       |                                                       |                                                       |
| 50 | 24 mai  | @ Pirates      |                                                       |                                                       |                                                       |                                                       |                                                       |                                                       |
| 51 | 25 mai  | @ Pirates      |                                                       |                                                       |                                                       |                                                       |                                                       |                                                       |
| 52 | 27 mai  | Reds           |                                                       |                                                       |                                                       |                                                       |                                                       |                                                       |
| 53 | 28 mai  | Reds           |                                                       |                                                       |                                                       |                                                       |                                                       |                                                       |
| 54 | 29 mai  | Reds           |                                                       |                                                       |                                                       |                                                       |                                                       |                                                       |
| 55 | 30 mai  | Padres         |                                                       |                                                       |                                                       |                                                       |                                                       |                                                       |
| 56 | 31 mai  | Padres         |                                                       |                                                       |                                                       |                                                       |                                                       |                                                       |

## Draft
La Draft MLB 2011 se tient du 6 au 8 juin 2011 à Secaucus (New Jersey). Les Braves ont le vingt-huitième choix.

## Affiliations en ligues mineures
| Niveau     | Equipe                   | Ligue                   | Manager             | Vic. | Déf. | Classement |
| ---------- | ------------------------ | ----------------------- | ------------------- | ---- | ---- | ---------- |
| AAA        | Gwinnett Braves          | International League    | Dave Brundage       |      |      |            |
| AA         | Mississippi Braves       | Southern League         | Rocket Wheeler      |      |      |            |
| Advanced A | Lynchburg Hillcats       | Carolina League         | Luis Salazar        |      |      |            |
| A          | Rome Braves              | South Atlantic League   | Matt Walbeck        |      |      |            |
| Rookie     | Danville Braves          | Appalachian League      | Randy Ingle         |      |      |            |
| Rookie     | Gulf Coast League Braves | Gulf Coast League       | Jonathan Schuerholz |      |      |            |
| Rookie     | Dominican Summer Braves  | Dominican Summer League |                     |      |      |            |